# Basile (Luisiana)
Basile es un pueblo ubicado en las parroquias Acadia y Evangeline en el estado estadounidense de Luisiana. En el Censo de 2010 tenía una población de 1821 habitantes y una densidad poblacional de 606,11 personas por km².

## Geografía
Basile se encuentra ubicado en las coordenadas 30°29′8″N 92°36′4″O / 30.48556, -92.60111. Según la Oficina del Censo de los Estados Unidos, Basile tiene una superficie total de 3 km², de la cual 3 km² corresponden a tierra firme y (0%) 0 km² es agua.

## Demografía
Según el censo de 2010, había 1821 personas residiendo en Basile. La densidad de población era de 606,11 hab./km². De los 1821 habitantes, Basile estaba compuesto por el 71.06% blancos, el 18.78% eran afroamericanos, el 0.11% eran amerindios, el 0.99% eran asiáticos, el 0% eran isleños del Pacífico, el 7.63% eran de otras razas y el 1.43% pertenecían a dos o más razas. Del total de la población el 13.84% eran hispanos o latinos de cualquier raza.